# دوجه‌گنه
دوجه گنه، روستایی  از توابع بخش مرکزی شهرستان رامسر در استان مازندران ایران است.

## جمعیت
این روستا در دهستان چهل‌شهید قرار دارد و براساس سرشماری مرکز آمار ایران در سال ۱۳۸۵، جمعیت آن ۳۹ نفر (۱۱خانوار) بوده‌است.